# Hook (rivière)
Pour les articles homonymes, voir Hook.
La rivière Hook (anglais : Hook River) est un torrent situé dans le sud de la région Canterbury dans l’Île du Sud de la Nouvelle-Zélande.

## Géographie
La rivière s’écoule vers l’est à partir de sa source en direction du lagon de Wainono, un lac d’eau douce localisé à côté de l’Océan Pacifique. Sur son trajet, elle passe à travers les localités de « Waiariari » et Hook. Elle est traversée par la route nationale 1 et la ligne de chemin de fer de la Main South Line. L’eau de la rivière ainsi que l’aquifère sous-jacent sont utilisés pour les besoins de l’agriculture.